# Иракская операция
Иракская операция — стратегическая военная операция вооружённых сил Великобритании против войск Ирака в ходе Второй мировой войны. В Великобритании известна как Англо-иракская война (англ. Anglo-Iraqi War).

## Предыстория
После поражений Англии в Европе и Северной Африке, премьер-министр Ирака Рашид Али аль-Гайлани, начальник иракского генерального штаба Амин Заки Сулейман и прогерманская националистическая группировка «Золотой квадрат», возглавляемая полковниками Салахом ад-Дином ас-Сабахом, Махмудом Сальманом, Фахми Саидом и Камилем Шабибом, 1 апреля 1941 года осуществили военный переворот, направленный против Великобритании. Регент Абд аль-Илах и проанглийски настроенные министры бежали из Багдада.
Аль-Гайлани возглавил правительство «национальной обороны», сформированное заговорщиками. Под контроль нового правительства перешла почти вся территория страны, за исключением военных баз Великобритании. Пытаясь привлечь симпатии народа, новые власти установили дипломатические отношения с СССР.
17 апреля Рашид Али от имени «Правительства национальной обороны» обратился к нацистской Германии за военной помощью в случае войны с Британией.
Третий рейх благожелательно отнёсся к новому правительству Ирака. По договорённости с режимом Виши от 7 мая Германия начала через Сирию, подмандатную Франции, отправлять военное снаряжение в Ирак, но, занятые подготовкой к войне против СССР, немцы не смогли оказать существенной помощи иракским националистам.
Происки Германии в Ираке вызвали сильное беспокойство английского правительства. Изначально Черчилль не отдавал приоритета операциям в Ираке. Он писал: «Ливия — в первую очередь, эвакуация войск из Греции — во вторую. Отгрузками для Тобрука, если не абсолютно необходимо для победы, надо заниматься при удобном случае. Ирак можно проигнорировать, а Критом займёмся позже» (англ. Libya counts first, withdrawal of troops from Greece second. Tobruk shipping, unless indispensable to victory, must be fitted in as convenient. Iraq can be ignored and Crete worked up later). Однако он активно выступал против признания правительства Рашида Али, и 8 апреля обратился к Лео Эмери (англ. Leo Amery), Государственному Секретарю по Индии, с просьбой изыскать войска для срочной переброски в Ирак.

## Ход операции

### Переброска британских войск в Ирак
10 апреля Уильям Фрейзер (англ. William Fraser) был назначен командующий британскими войсками в Ираке, и началась переброска сухопутных войск из Индии в Басру. 12 апреля конвой BP7, включавший 8 транспортов под охраной шлюпа «Ярра» (HMAS Yarra) отбыл из Карачи.
13 апреля группировка британских ВМС в Персидском заливе, состоявшая из 4-х кораблей, была усилена авианосцем «Гермес» (HMS Hermes) и двумя лёгкими крейсерами — HMS Emerald и HMNZS Leander.
16 апреля правительство Рашида Али было проинформировано, что в соответствии с положениями Англо-иракского договора Великобритания намерена перебросить войска через иракскую территорию в Палестину. Никаких официальных возражений не последовало.
В то же время, 17 апреля Рашид Али от имени «Правительства национальной обороны» обратился к Германии за военной помощью в случае войны с Британией.
17 апреля по воздуху на базу ВВС Шайба (англ. RAF Shaibah) рядом с Басрой был переброшен британский батальон из Карачи.
17 апреля британский конвой вошёл в русло реки Шатт-эль-Араб, и в 09:30 18 апреля началась разгрузка войск в Басре.
18 апреля была также завершена переброска войск по воздушному мосту Карачи — база ВВС Шайба.
19 апреля была завершена разгрузка британских войск в Басре, не встретившая никакого сопротивления со стороны иракцев.
19 апреля 7 самолётов были направлены на базу ВВС в Хаббании для усиления группировки.
После высадки британских войск в Басре Рашид Али потребовал быстро передислоцировать их в Палестину и не доставлять никаких новых подразделений, пока уже прибывшие в Ирак не будут выведены. В связи с этим Лондон проинформировал посла в Ираке, сэра Кинахана Корнуоллиса (англ. Sir Kinahan Cornwallis), что Британия не собирается выводить войска из Ирака, и при этом не намеревается информировать Рашида Али о перемещении своих войск, так как Рашид Али пришёл к власти незаконно в результате переворота. 20 апреля Черчилль проинструктировал Корнуоллиса не давать никаких разъяснений иракской стороне.
29 апреля в Басру прибыли три транспорта конвоя BN1 из Бомбея, доставившие последние подразделения 20-й пехотной бригады.
29 апреля английский посол рекомендовал эвакуировать британских женщин и детей из Багдада. 230 гражданских лиц были вывезены под охраной на базу ВВС Хаббания, откуда они были переброшены по воздуху на аэродром Шайба. Ещё 350 гражданских укрылись в Британском посольстве, и 150 — в Американской Миссии.
1 мая иракская «Пустынная Полиция» открыла огонь по британским рабочим в форте Рутба в пустынных районах западного Ирака и при поддержке боевиков Фавзи аль-Кавукджи захватила форт.

### Начало военных действий
1 мая иракцы начали осаду британской базы ВВС в Эль-Хаббании, стянув туда значительные силы (9000 военнослужащих регулярных войск усиленных ополченцами, 50 орудий, лёгкие танки «Фиат CV3/35», броневики «Кроссли»). Сначала иракцы заявили, что скопление войск вызвано проведением в этом районе манёвров и приказали прекратить полёты английских самолётов, под угрозой рассматривать вылеты как военные действия.
1 мая Черчилль предоставил послу Корнуолису свободу действий, подкреплённое личным сообщением: «Если потребуется ударить, бейте сильно. Используйте всю необходимую силу» (англ. If you have to strike, strike hard. Use all necessary force.).
В 05:00 утра 2 мая британские ВВС силами 33 самолётов с базы Хаббания и 8 бомбардировщиков «Веллингтон» из Шайбы нанесли удар по иракским войскам, осадившим Хаббанию. Также были нанесены удары по аэродромам иракских ВВС (на земле были уничтожены 22 самолёта), по железнодорожным и другим объектам. Иракские мятежники ответили артобстрелом базы в Хаббании.
Атака 2 мая оказалась полным сюрпризом для многих иракских военных, которые никак не ожидали нападения со стороны практически незащищённой от наземной атаки базы. Кроме этого, многие из иракских солдат готовились к утреннему намазу, когда начался налёт. Узнав об этом, Великий Муфтий Багдада объявил джихад.
2 мая 1941 года после превентивной атаки британцев иракские мятежники полностью перекрыли поставки нефти в Хайфу.
Британские воздушные удары по иракским войскам, окружившим Хаббанию, продолжались до 5 мая. В этот же день наземные британские силы при поддержке ассирийских ополченцев (англ. Assyrian Levies), нескольких броневиков и двух старых пушек времён Первой мировой войны атаковали иракские позиции под Хаббанией.
Вечером 6 мая иракцы начали отступать от Хаббании, бросив массу вооружения, боеприпасов и транспортных средств (включая один итальянский танк, 10 броневиков «Кроссли» и 79 грузовиков). За один только день 6 мая было захвачено 408 пленных. Количество убитых иракских военных оценивалось от 500 до 1000 человек. Потери англичан за дни осады — 13 убитых, 21 тяжелораненный и 4 вышедших из строя из-за боевых психических травм.
6 мая Германия достигла договорённости с вишистским правительством Франции о передаче военных материалов, в том числе самолётов, с опечатанных складов в Сирии и доставке их в Ирак. Франция также согласилась разрешить транзит германского оружия и военных материалов, а также предоставила в распоряжение Германии несколько авиабаз в северной Сирии.
И хотя к 11 мая иракские ВВС были практически полностью уничтожены, Люфтваффе таким образом получили возможность прийти на помощь мятежникам. С 9 по 31 мая на сирийские аэродромы прибыли около 100 немецких и 20 итальянских самолётов.
7—8 мая британцы взяли штурмом сильно укреплённый город Ашар рядом с Басрой, понеся тяжёлые потери. Сопротивление армии и полиции Ирака в районе Басры продолжалось до 17 мая.
10 мая иракские мятежники и ополчение Фавзи аль-Кавукджи оставили форт Рутба в западном Ираке после атак трансиорданского Арабского легиона (8 мая) и авиационных налётов RAF (9 мая).
11 мая первые 3 немецких бомбардировщика с иракскими опознавательными знаками прибыли на аэродром Мосул, а всего за время конфликта в состав авиасоединения «Флигерфюрер Ирак» (нем. Fliegerführer Irak) под командованием Вернера Юнка было передано от 21 до 29 немецких самолётов.
11 мая из Хайфы на помощь Хаббании вышла кавалерийская колонна — это была последняя полностью конная операция в истории британской армии. 13 мая она достигла форта Рутба, уже покинутого мятежниками, а 18 мая прибыла в Хаббанию, примерно через 12 дней после завершения осады.
12 мая СССР признал правительство Рашида Али, а 18 мая между СССР и воюющим Ираком были установлены дипломатические отношения.
13 мая первый ж/д эшелон с военными грузами из вишистской Сирии прибыл в Мосул через Турцию, доставив иракским мятежникам 15,500 винтовок, 6 миллионов патронов, 200 пулемётов с 900 сменными патронными лентами, четыре 75-мм полевых орудия с 10,000 снарядов. Ещё два эшелона прибыли 26 и 28 мая, при этом помимо прочего были поставлены 155-мм орудия 6,000 снарядов, 354 пулемёта, 30,000 гранат и 32 грузовика.
14 мая Черчилль разрешил наносить удары по самолётам Стран Оси на территории Сирии, в том числе на вишистских аэродромах. В тот же день британские ВВС уничтожили на аэродроме в Пальмире два Хейнкеля He 111, которые застряли там из-за повреждений шасси.
15 мая в Багдад через Мосул прибыла германская разведывательно-диверсионная группа «Спецштаб Ф» (Sonderstab F) под руководством майора Люфтваффе Акселя фон Бломберга (англ. Axel von Blomberg), в числе целей которой было формирование профашистского Арабского Легиона. Впрочем, при посадке самолёт попал под обстрел иракских войск, и фон Бломберг погиб, оставив «спецштаб» без руководителя.
18—19 мая вновь сформированная в Хаббании бригада подвергла обстрелам и бомбардировкам иракские части в Фаллудже — важном опорном пункте на пути в Багдад, после чего иракцы сдались при первой же атаке. Было захвачено 300 пленных.
22 мая иракцы при поддержке лёгких танков «Фиат» попытались вернуть Фаллуджу, но были отбиты. 23 мая Люфтваффе нанесло уже запоздалый воздушный удар по британским позициям в Фаллудже.
Люфтваффе в Ираке понесли тяжёлые потери, в значительной мере небоевые — из-за отсутствия запчастей, сложностей снабжения и неприемлемого качества топлива. 27 мая на помощь немцам в Мосул прибыли 12 итальянских самолётов Fiat CR.42 Falco. 28 мая в строю у немцев осталось всего два исправных Хейнкеля-111 и всего 4 бомбы в запасе. 29 мая германская военная миссия покинула Ирак.
23 мая 1941 года Гитлер подписал директиву фюрера № 30 «Средний Восток», в которой указывалось, что арабское национально-освободительное движение на Среднем Востоке рассматривается как естественный союзник Германии. Отмечая особое значение Ирака, Гитлер заявлял, что он «решил ускорить развитие событий на Среднем Востоке путём поддержки Ирака». В этих целях было решено отправить в Ирак военную миссию, оказать ему помощь авиацией, организовать поставки оружия. На министерство пропаганды возлагалась задача ведения пропаганды на Средний Восток под лозунгом: «Победа держав оси несёт странам Среднего Востока освобождение от английского ига». В то же время Германия не смогла оказать сколько-нибудь значительную помощь своим союзникам в Ираке, так как её войска уже концентрировались для нападения на СССР.
27 мая британцы начали медленное наступление на Багдад из Фаллуджи. 29 мая запаниковавшее правительство Рашида Али бежало через Иран в Германию.
31 мая 1941 года мэр Багдада подписал перемирие между Великобританией и Ираком в присутствии британского посла. Британские сухопутные и военно-воздушные силы оккупировали важнейшие стратегические пункты Ирака.

## Последствия
Когда про-нацистское правительство Рашида Али пало и в Багдаде возник временный вакуум власти (1—2 июня 1941 года), разразился масштабный еврейский погром, вошедший в историю как Фархуд (англ. Farhud, араб. الفرهود‎). 175 евреев было убито и около 1000 ранено. Имели место массовые грабежи, и было разрушено около 900 еврейских домов. Беспорядки были прекращены прибывшими британскими и трансиорданскими войсками.
Аль-Гайлани бежал в Германию, где был принят Гитлером, признавшим его в качестве главы иракского правительства в изгнании. После поражения Германии во Второй мировой войне Рашид аль-Гайлани перебрался в Саудовскую Аравию, и в Ирак он смог вернуться только после свержения монархии в 1958 году.

## Комментарии
1. ↑  30 мая Рашид Али с приверженцами бежали в Персию. В 4 утра 31 мая на мосту через канал Вашаш было подписано перемирие.[2]
2. ↑  Согласно Парижским протоколам 1941 года Французское государство предоставляло Германии и Италии свои военные аэродромы в Сирии.